# Longfield (Shetland)

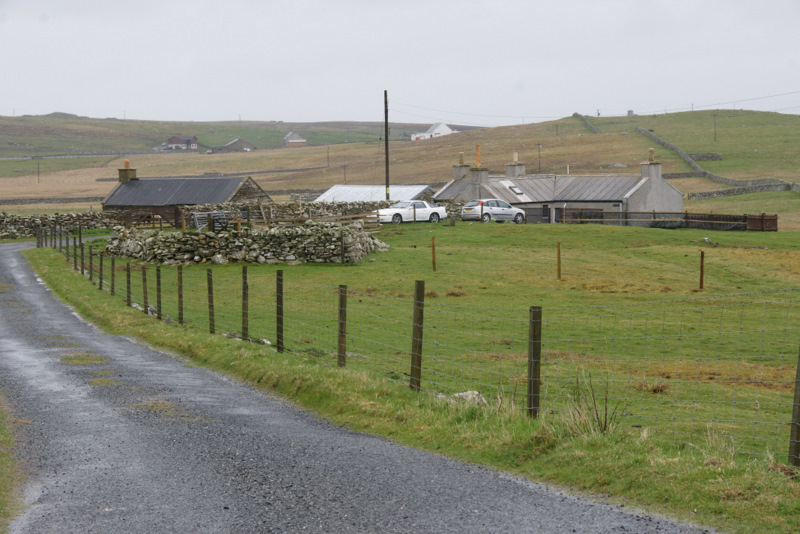
Bauernhof in Longfield

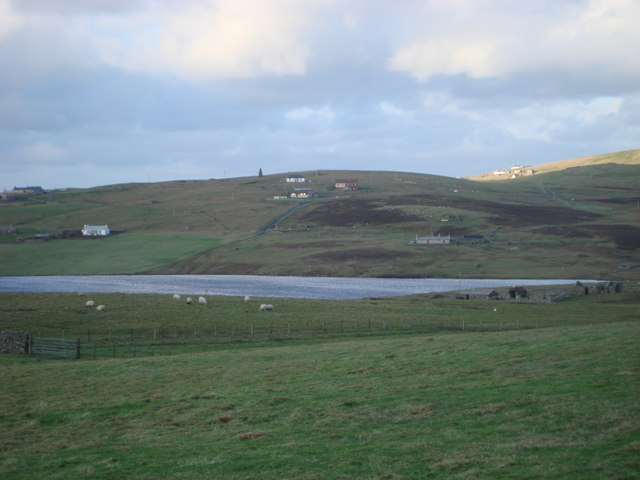
Blick auf Longfield über den See

Longfield ist eine kleine Ortschaft, die in Schottland im Süden der Shetlandinseln liegt.

## Geographie
Longfield liegt im Süden von Mainland im ländlichen Raum, am nördlichen Ufer des Sees Loch of Brow. Nach Skelberry sind es 800 Meter im Nordosten, nach Boddam 1200 Meter im Osten. Weitere Orte in der Nähe sind Dunrossness im Südosten und South Scousburgh im Nordwesten.

## Historisches
Im Rahmen der historischen Gliederung Schottlands in Civil Parishes zählt Longfield zu Dunrossness.